# Styrax peruvianus
Styrax peruvianus är en storaxväxtart som beskrevs av Zahlbr. Styrax peruvianus ingår i släktet Styrax och familjen storaxväxter. Inga underarter finns listade i Catalogue of Life.